# Iskongress
En iskongress är ett regelbundet internationellt möte där intressenter för långfärdsskridskoklubbar deltar. Normalt hålls en iskongress varannan vinter och samlar omkring 200 deltagare från Sverige, Finland, Norge, Nederländerna och ofta även Ryssland. Iskongresser har förekommit under andra benämningar, bland annat "ishelg", sedan mitten av 1980-talet. Efter bildandet av Skridskonätet år 2006 är Skridskonätet medarrangör av iskongresserna. Platsen varierar, och av tradition arrangeras varannan iskongress av en lokalavdelning (eller liknande) inom Friluftsfrämjandet och varannan av någon annan organisation.
Vid en iskongress åker deltagarna långfärdsskridsko minst en dag och håller konferensliknande möte under en dag.